# Mr. Met

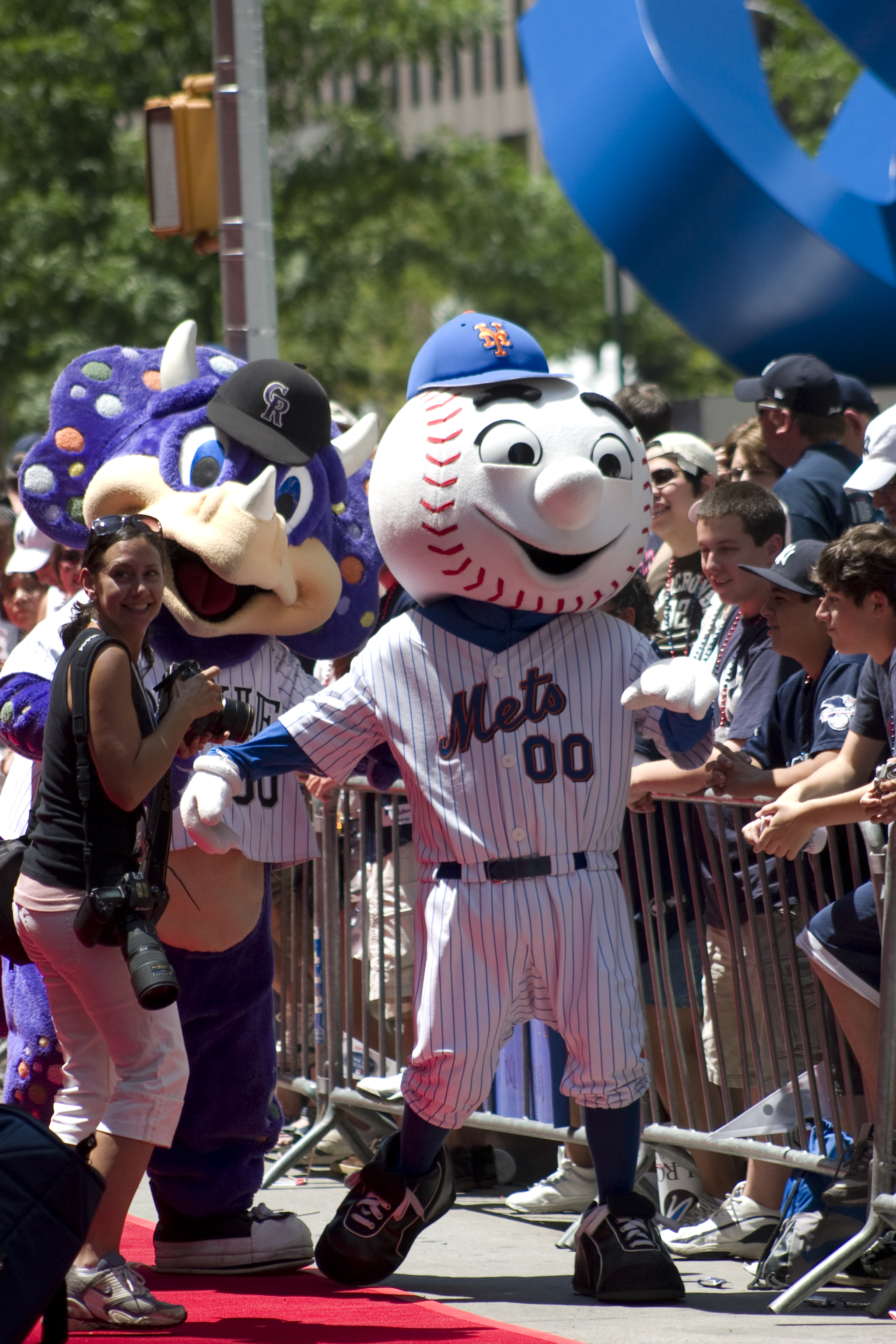
Mr. Met.

Mr. Met est la mascotte officielle des Mets de New York, franchise américaine de baseball majeur évoluant en ligue nationale. Mr. Met est un personnage humain avec une énorme tête en forme de balle de baseball. Il porte l'uniforme de l'équipe et le numéro 00.
Il intègre en 2007 le temple de la renommée des mascottes.

## Histoire
Mr Met est à l'origine, en 1963, un personnage illustrant les programmes de jeu, les cartes de scores et les divers supports papiers des Mets de New York. C'est l'année suivante, lorsque les Mets déménagent au Shea Stadium dans le Queens, que Mr. Met est incarné par une personne. Mr Met est considéré à ce titre comme la première mascotte des ligues majeures de baseball à être incarnée par une personne. C'est Dan Reilly qui portait le costume du personnage.